# Флориан, Жан-Пьер Клари де
Жан-Пьер Клари́ де Флориа́н (фр. Jean-Pierre Claris de Florian; 6 марта 1755 — 13 сентября 1794, Со) — французский писатель, получивший широкую известность как баснописец.

## Биография и творчество
Был пажом герцога Пентьевра, потом служил в армии. В начале 1780-х гг. он уже обратил на себя внимание своими произведениями, в 1788 году избран в члены Французской академии. Во время революции Флориан, покинувший Париж ради предосторожности, был арестован в провинции и заключён в тюрьму, из которой он вышел больным, разбитым, преждевременно состарившимся и вскоре умер.
Его басни (1792) уступают басням Лафонтена в отношении поэтического чувства, природного дарования и идейной основы, но всё же принадлежат к наиболее ярким образцам этого жанра и оставляют далеко за собою аналогичные произведения Ламотта и других. Лучшие из них: «Le grillon», «Le singe qui montre une lanterne magique», «Le lapin et la sarcelle», «L’aveugle et le paralytique».
Большим успехом пользовались навеянные идиллиями Геснера его повести и рассказы в пасторальном духе («Claudine», «Estelle», «Galatée» и др.), теперь кажущиеся устаревшими, слишком условными, подчас приторными, хотя в некоторых из них попадаются прекрасные места.
Флориану принадлежат также два стихотворных романа: «Numa Pompilius» (1786) и «Gonzalve de Cordove» (1791); в первом из них отразилась до известной степени идея просвещённого абсолютизма. Писал также комедии и издал «Mélanges de poésie et de littérature». Собрание его сочинений вышло в свет в 1820 году.

## Переводы на русский
Флориана усердно переводили на русский язык в конце XVIII и начале XIX веков:
- «Вильгельм Телль или освобожденная Швейцария» с присовокуплением сочинения Флориана «Розальба» (М., 1802 и 1817);
- Г. Шиповский, «Гонзалв Кордуанский или возвращенная Гренада» (СПб., 1793, 2 изд., СПб., 1818);
  - Часть первая
  - Часть вторая
  - Часть третья
- А. и Я. Бабиковы, «Елиезер и Неффалим» (СПб., 1808);
- Баранов, «Театр Г. Ф.» (М., 1821);
- Кн. И. В., «Добрая мать» (М., 1801);
- П. Иванов, «Добрый сын» (СПб., 1800), «Обманутый плут или награждённое простодушие» (М., 1803);
- Η. Мамонтов, «Батменди» (СПб., 1819);
- С. Мамонтов, «Валерия» (СПб., 1819);
- Алексей Печенегов, «Галатея» (М., 1790);
- А. Ханенко, «Галатея» (СПб., 1799);
- В. А. Жуковский, «Дон-Кихот ла Манхский» (соч. Сервантеса, пер. с франц. Флорианова перевода, М., 1805, 2 изд., М., 1815);
- «Леокадия» (СПб., 1794);
- Η. Яценков, «Новости: греческие, испанские, португальские, французские и немецкие» (М., 1789);
- «Новые новости» (СПб., 1793);
- Г. Шиповский, «Нума Помпилий, второй царь римский» (СПб., 1788, 2 изд., СПб., 1799);
- «Санк» (М., 1801);
- Вышеславцев, «Флориановы повести» (М., 1800);
  - Часть первая
  - Часть вторая
- «Шесть новостей», (СПб., 1788);
- А. Козлов, «Эстелла» (СПб., 1789);
- М. К., «Эстелла» (М., 1789).